# Ігнасіо Хіль
Ігнасіо Хіль де Перейра Вісент (ісп. Ignacio Gil de Pareja Vicent; відоміший як Начо Хіль, ісп. Nacho Gil; народився 9 вересня 1995 року, Валенсія, Іспанія) — іспанський футболіст, нападник клубу «Картахена».
Начо має старшого брата Карлеса, також професійного футболіста.

## Клубна кар'єра
Хіль — вихованець клубу «Валенсія» зі свого рідного міста. 2014 року Начо почав виступати за молодіжні та юнацькі команди «кажанів». 2016 року для набуття ігрової практики Хіль мав на правах оренди перейти до «Алавеса» і «Вільярреала», але обидві оренди зірвалися. 25 лютого 2017 року в матчі проти «Алавеса» він дебютував у Ла-Лізі, замінивши у другому таймі Маріо Суареса.
На початку 2018 року для набуття ігрової практики Хіль на правах оренди перейшов до «Лас-Пальмаса». 28 січня в матчі проти «Атлетіко Мадрид» він дебютував за нову команду.